# Янко Стоянов
Янко Стоянов Петров или Кехаяпетров е български учител и революционер, одрински войвода на ВМОРО.

## Биография
Роден е в 1879 година в Малко Търново, тогава в Османската империя. Завършва III прогимназиален клас в Лозенград. Работи като учител в селата Велика, Цикнихор и Каракоч. Влиза във ВМОРО. В 1900 година е арестуван при избухналата Керемидчиоглува афера, осъден на 5 години и заточен в Паяс кале. Освободен в края на 1901 година, става четник при Лазар Маджаров. От 1902 година е Лозенградски районен войвода. Делегат е на конгреса на Петрова нива. През Илинденско-Преображенското въстание действа в Лозенградско, като във въстанието загива баща му Стоян Петров – Кехаята. Умира в 1906 година при колибите Дуденово, Ново Паничарево.